# 시흥시

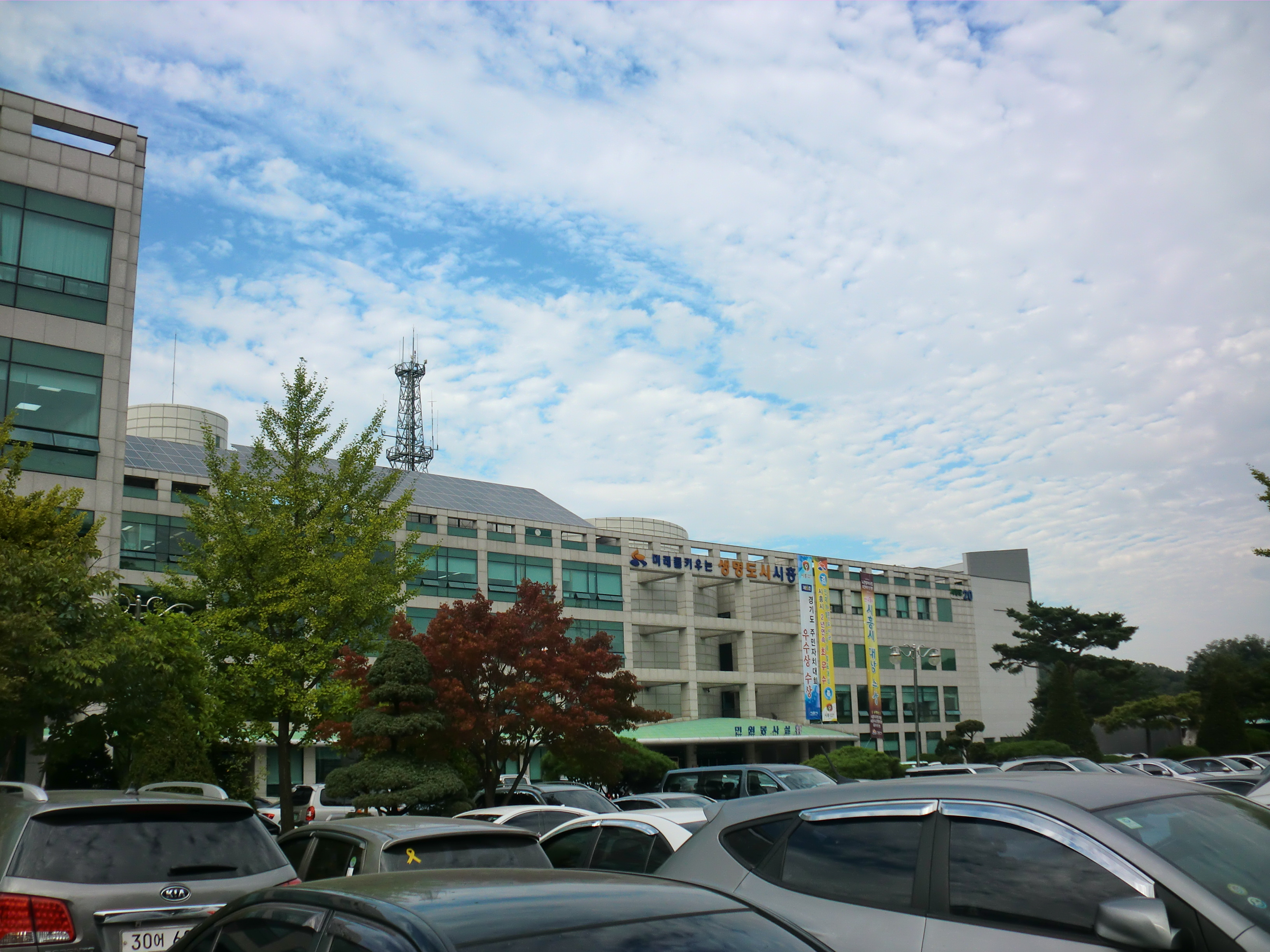
장현동 시흥시청

시흥시(始興市)는 경기도의 서남부에 위치하고 있는 시이다. 동쪽은 광명시, 안양시, 서쪽은 인천광역시 남동구, 남쪽은 안산시, 북쪽으로는 부천시와 접하며, 남서쪽에 시화호를 사이에 두고 황해 경기만 일대와 화성시와 접한다. 정왕동 일대는 시화국가산업단지가 조성되어 있어 제조산업이 발달하였다.

## 역사
삼국시대 초기에는 백제의 영역이었다. 475년(장수왕 63년)에 고구려의 남진으로 고구려의 영역에 편입되었다. 당시 시흥시의 남부는 장항구현(獐項口縣), 북부는 매소홀현(買召忽縣)이었다. 장항구현과 매소홀현은 551년(백제 성왕 29년)에 백제가 지배력을 회복하였으나, 553년(신라 진흥왕 14년)에 신라가 한강 유역을 점령하면서 차지하였다. 경덕왕 16년(757년)에 지명을 중국식 한자로 바꾸면서 장항구현은 장구군(獐口郡)으로 승격하였고, 매소홀현은 소성현(邵城縣)으로 개칭되어 율진군(栗津郡)에 속하였다. 이후 장구군은 고려 태조 23년(940년)에 안산군으로 개칭되었고, 소성현은 고려 숙종 10년(1105년)에 경원부로 승격하였다가 조선 태종 13년(1413년)에 인천군이 되었다.
조선 시대에 현재의 시흥시 남부(옛 수암면·군자면)는 안산군에, 시흥시 북부(옛 소래읍)는 인천도호부에 각각 속하였다. 시흥시 남부는 1914년에 부군면 통폐합에 따라 안산군 지역이 시흥군으로 통폐합되었을 때 시흥군 수암면·군자면이 되었고, 시흥시 북부(대야동·신천동·은행동·신현동·매화동·과림동)는 같은 시기에 부천군 소래면이 되었다가 1973년 7월 1일에 부천군이 폐지되면서 시흥군에 편입되었다. 1989년 1월 1일에 시로 승격한 현재의 시흥시는 시흥군의 이름을 물려받았으나, 조선 시대의 전통적·역사적인 시흥군 지역(현재의 서울특별시 금천구·영등포구·관악구 및 동작구 일부, 구로구 동부, 경기도 광명시)과는 다른 지역이다.

### 연혁
- 1914년 4월 1일 : 시흥군 군자면·수암면, 부천군 소래면
- 1973년 7월 1일 : 부천군 소래면이 시흥군에 편입되었다.
- 1980년 12월 1일 : 소래면이 소래읍으로 승격되었다.
- 1989년 1월 1일 : 시흥군 소래읍, 수암면, 군자면 일원을 관할로 시흥시가 설치되었다.[2] (9개 행정동, 33법정동)
- 1991년 1월 15일 : 중림출장소, 연성출장소를 설치하였다.[3]
- 1991년 9월 1일 : 중림출장소, 연성출장소를 각각 중림동, 연성동으로 개편하였다.[4]
- 1992년 1월 1일 : 신관동(新官洞)을 신현동으로, 중림동을 과림동으로 각각 개칭하였다.[5]
- 1994년 7월 1일 : 거모동을 군자동으로 개칭하였다.[6]
- 1995년 4월 20일 : 안산동(법정동: 수암동·장상동·장하동) 및 화정동 일부가 안산시로 이관되었다.[7] (10 행정동, 30법정동)
- 1999년 9월 27일 : 정왕동을 정왕1동, 정왕2동으로 분동하였다.[8] (11 행정동)
- 2002년 3월 2일 : 정왕3동, 정왕4동이 정왕2동에서 분동하였다.[9] (13 행정동)
- 2003년 12월 23일 : 정왕본동이 정왕1동에서 분동하였다.[10] (14 행정동)
- 2010년 9월 20일 : 능곡동이 연성동에서 분동하였다.[11] (15 행정동)
- 2014년 3월 1일 : 월곶동이 군자동에서, 장곡동이 연성동에서 각각 분동하였다. (17 행정동)
- 2015년 5월 13일 : 대야동, 신천동을 관할로 대야·신천 행정센터를 설치하였다.
- 2018년 6월 16일 : 서해선이 개통되었다.
- 2018년 10월 8일 : 배곧동이 정왕4동에서 분동하였다. (18 행정동)
- 2020년 12월 : 시흥시의 주민등록 인구가 50만 명을 넘었다.
- 2021년 7월 5일 : 행정동 배곧동을 배곧1동, 배곧2동 분동하였고, 법정동 배곧동이 정왕동에서 분동하였다. (19 행정동)
- 2023년 7월 3일 : 거북섬동이 정왕2동에서 분동하였다. (20 행정동)

## 지리
시흥시는 경기도 서남부에 위치한 시이다. 서쪽으로는 인천광역시, 북쪽으로는 부천시, 북동쪽으로는 광명시, 동쪽으로는 안양시, 남쪽으로는 안산시와 접하고 남서쪽으로는 서해와 면한다. 시흥시의 면적은 139.13 km2이며, 동서간 17.5 km, 남북간 17.4 km이다.

### 기후
년평균기온은 11도이고 1월 평균기온은 -4도이며 8월 평균기온은 25도이다.

## 행정 구역
시흥시의 행정 구역은 20행정동, 31법정동으로 구성되어 있다. 시흥시의 인구는 2020년 12월 말 주민등록 기준으로 50만 895 명, 21만1150 가구이며, 면적은 139.13 km2이다. 시흥시의 인구는 배곧신도시가 개발 중인 배곧동과 장현공공주택지구가 조성 중인 장곡동, 은계택지지구가 조성 중인 은행동, 대야동 등을 중심으로 증가하고 있다.

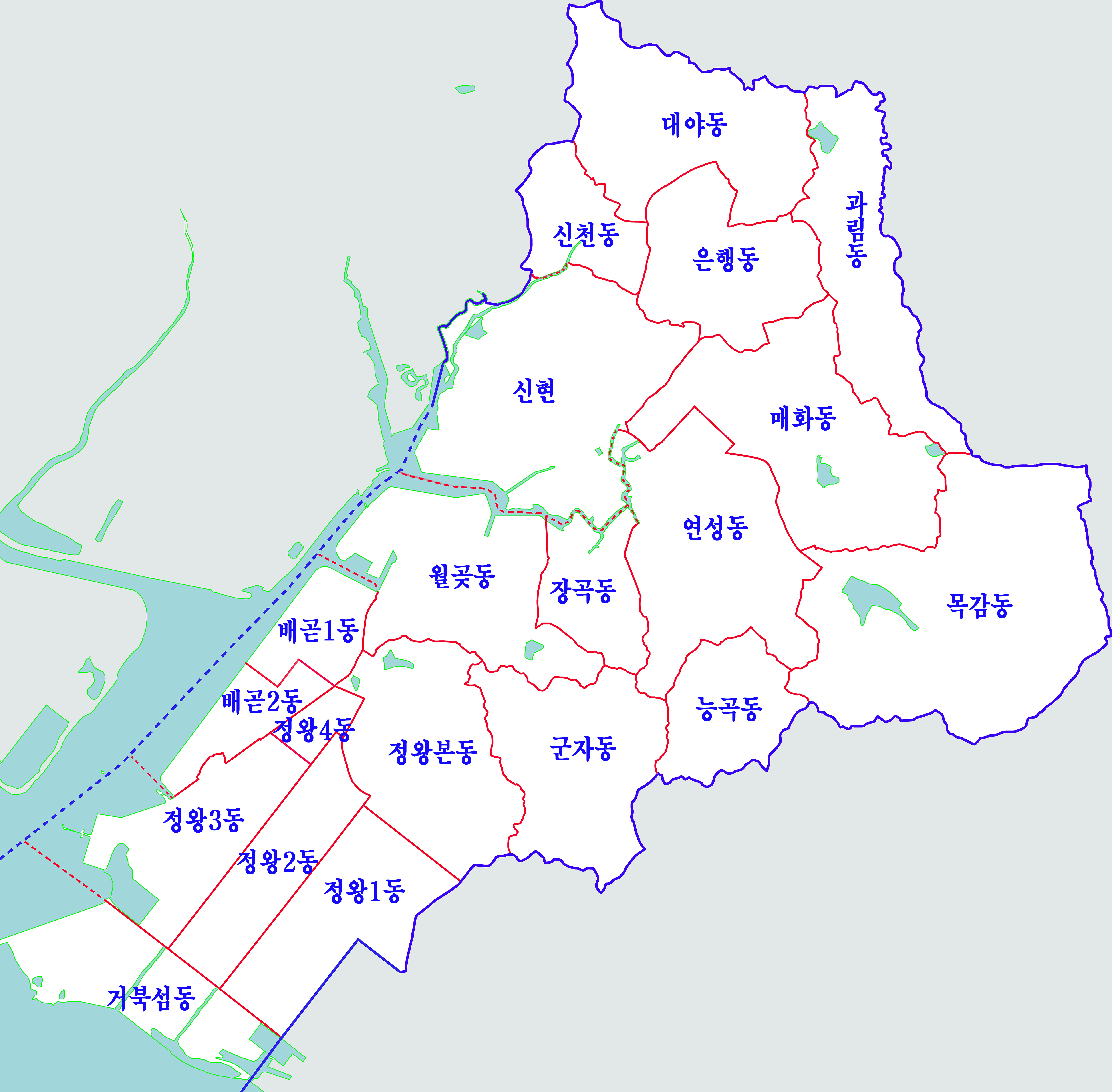
시흥시 행정 지도

| 행정동   | 한자     | 면적 (km2) | 인구    | 세대    |
| -------- | -------- | ---------- | ------- | ------- |
| 대야동   | 大也洞   | 9.85       | 44,563  | 18,651  |
| 신천동   | 新川洞   | 3.44       | 36,478  | 16,038  |
| 신현동   | 新峴洞   | 12.64      | 10,010  | 4,352   |
| 은행동   | 銀杏洞   | 5.96       | 52,252  | 19,105  |
| 매화동   | 梅花洞   | 11.20      | 12,151  | 5,138   |
| 목감동   | 牧甘洞   | 17.57      | 42,392  | 16,935  |
| 군자동   | 君子洞   | 8.16       | 22,196  | 9,487   |
| 월곶동   | 月串洞   | 8.53       | 15,995  | 7,477   |
| 정왕본동 | 正往本洞 | 8.83       | 20,261  | 13,369  |
| 정왕1동  | 正往1洞  | 6.55       | 22,479  | 13,010  |
| 정왕2동  | 正往2洞  | -          | -       | -       |
| 정왕3동  | 正往3洞  | 6.18       | 22,856  | 10,850  |
| 정왕4동  | 正往4洞  | 5.80       | 21,343  | 7,449   |
| 거북섬동 | 거북섬洞 | 6.12       | 10,035  | -       |
| 배곧1동  | 배곧1洞  | -          | -       | -       |
| 배곧2동  | 배곧2洞  | -          | -       | -       |
| 과림동   | 果林洞   | 7.65       | 1,922   | 1,205   |
| 연성동   | 蓮城洞   | 12.05      | 23,903  | 8,915   |
| 장곡동   | 長谷洞   | 3.51       | 30,184  | 10,904  |
| 능곡동   | 陵谷洞   | 4.34       | 19,192  | 7,943   |
| 총계     | 始興市   | 139.13     | 500,895 | 211,150 |

* 인구·세대는 2020년 12월 31일 주민등록 기준

## 인구
- 시흥시의 연도별 인구 추이[15]

| 연도   | 총인구    |  | 비고                                                  | 비고                                                  |
| ------ | --------- |  | ----------------------------------------------------- | ----------------------------------------------------- |
| 1985년 | 56,014명  |  | 시흥군 소래읍(29,498), 수암면(13,533), 군자면(12,983) | 시흥군 소래읍(29,498), 수암면(13,533), 군자면(12,983) |
| 1990년 | 107,176명 |  | 외국인: 5                                             | 시흥시                                                |
| 1995년 | 133,443명 |  | 외국인: 119 (0.1%)                                    | 시흥시                                                |
| 2000년 | 305,268명 |  | 외국인: 1,008 (0.3%)                                  | 시흥시                                                |
| 2005년 | 389,638명 |  | 외국인: 5,334 (1.4%)                                  | 시흥시                                                |
| 2010년 | 407,090명 |  | 외국인: 13,797 (3.4%)                                 | 시흥시                                                |
| 2015년 | 425,184명 |  | 외국인: 37,007 (8.7%)                                 | 시흥시                                                |
| 2019년 | 508,749명 |  | 외국인: 50,283 (9.9%)                                 | 시흥시                                                |

## 시청
- 현재 시흥시청은 경기도 시흥시 연성동에 위치하고 있다.

## 산업

### 지역내 총생산
시흥시의 2012년 지역내 총생산은 26조 889억원으로 경기도 지역내 총생산의 3.6%를 차지하고 있다. 이중 농림산업(1차 산업)은 414억원으로 비중이 낮고 광업 및 제조업(2차 산업)은 16조 7,496억원으로 64.2%의 비중으로 차지하고 상업 및 서비스업(3차 산업)은 9조 2,979억원으로 35.6%의 비중을 차지한다. 3차 산업 부문에서는 도소매업(6.6%)과 건설업(4.0%), 부동산업 및 임대업(3.3%)과 사업서비스업(3.2%)이 큰 비중을 차지하고 있다.

### 산업별 종사자 현황
2014년 시흥시 산업의 총종사자 수는 185,032명으로 경기도 총종사자 수의 4.1%를 차지하고 있다. 이중 농림어업(1차 산업)은 17명으로 비중이 낮고 광업 및 제조업(2차 산업)은 89,554명으로 48.4%의 비중으로 차지하고 상업 및 서비스업(3차 산업)은 95,461명으로 51.6%의 비중을 차지한다. 2차 산업은 경기도 전체의 비중(27.1%)보다 높고 3차 산업은 경기도 전체 비중(72.9%)보다 낮다. 3차 산업 부문에서는 도소매업(13.9%) 숙박 및 음식업(7.6%) 교육서비스업(5.2%) 보건업 및 사회복지서비스업(4.4%)이 큰 비중을 차지하고 있다.

## 문화·관광
- 시흥갯골생태공원

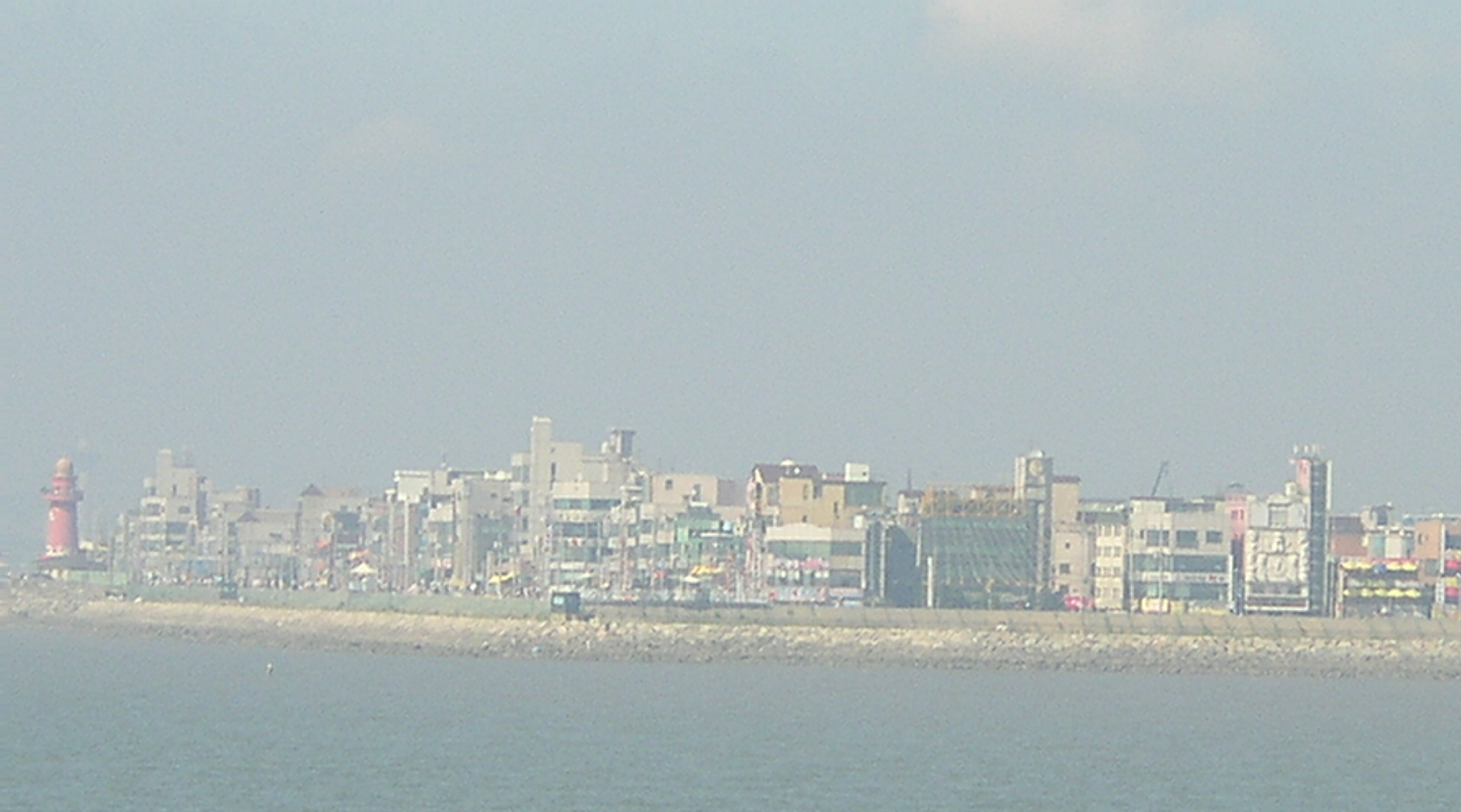
오이도

세계에서도 희귀한 내만갯골이 있는 곳으로, 이 갯골은 하루 두 번, 썰물 때 그 모습을 드러내는데, 그 모습이 마치 살아 움직이는 뱀의 모습을 닮았다 해서 사행성(巳行性) 갯골이라고도 불린다.
- 시흥갯골축제

매년 8월 중순에 시흥갯골생태공원에서 열리며 갯골생태체험, 연꽃 페스티벌, 문화행사 등을 즐길 수 있다.
- 오이도

1922년 일제가 염전을 만들기 위해 안산간 제방을 쌓으면서 육지와 연결되었다. 현재는 섬 서쪽에 해안을 매립, 이주단지가 조성되어 새로운 삶의 보금자리가 형성되었다. 이곳에는 시흥시의 향토음식인 오이도 굴회덮밥을 비롯한 많은 식당과 횟집이 들어서 있어 미각을 한층 돋우고 있다.
- 월곶포구

조선시대에는 수군만호가 설치되었고, 1991년까지는 바다와 자원의 보고라고 불리는 갯벌이었다. 이곳을 시흥시가 매립하여 면적 564,938m2(170,893평)에 횟집과 어물전 230여 곳을 비롯하여 각종 위락시설을 조성하였다. 신선한 자연산 활어회 등 많은 횟집마다 독특한 분위기가 있으며 월곶을 찾는 사람들이 언제라도 싱싱한 횟감을 사갈 수 있는 어시장이 자리 잡고 있다.

## 교통

### 철도
- 한국철도공사
  - 안산선 (● 수도권 전철 4호선)
(안산시) ↔ 정왕역 ↔ 오이도역 (시종착역)
  - 수인선 (● 수도권 전철 수인·분당선)
(인천광역시 남동구) ↔ 월곶역 ↔ 달월역 ↔ 오이도역 ↔ 정왕역 ↔ (안산시)
  - ● 수도권 전철 서해선
(부천시) ↔ 시흥대야역 ↔ 신천역 ↔ 신현역 ↔ 시흥시청역 ↔ 시흥능곡역 ↔ (안산시)
- 착공예정 또는 착공중인 노선
  - 경강선 (월곶-판교선)
월곶역 ↔ 장곡역 ↔ 시흥시청역 ↔ 매화역 ↔ (광명시)
  - 신안산선 (2018년 착공, 2026년 완공 예정)
    - 본선: (광명시) ↔ 목감역 ↔ (안산시)
    - 지선: (광명시) ↔ 매화역 ↔ 시흥시청역 ↔ (안산시)

### 버스
- 시내버스 : 시흥시의 시내버스, 시흥시의 마을버스
- 시외버스 : 시흥종합버스터미널

### 도로
고속도로
- 서해안고속도로 : 조남 분기점, 목감 나들목
- 평택파주고속도로 : 동시흥 분기점
- 영동고속도로 : 월곶 분기점, 군자 분기점, 서안산 나들목
- 수도권제1순환고속도로 : 시흥 나들목, 안현 분기점, 도리 분기점, 조남 분기점
- 제2경인고속도로 : 신천 나들목, 안현 분기점
- 평택시흥고속도로 : 군자 분기점
- 수도권제2순환고속도로 : 시화 나들목

국도
- 국도 제39호선, 국도 제42호선, 국도 제77호선

지방도
- 국가지원지방도 : 국가지원지방도 제84호선, 국가지원지방도 제98호선
- 일반 지방도 : 지방도 제301호선, 지방도 제330호선 (제3경인고속화도로)

## 갤러리

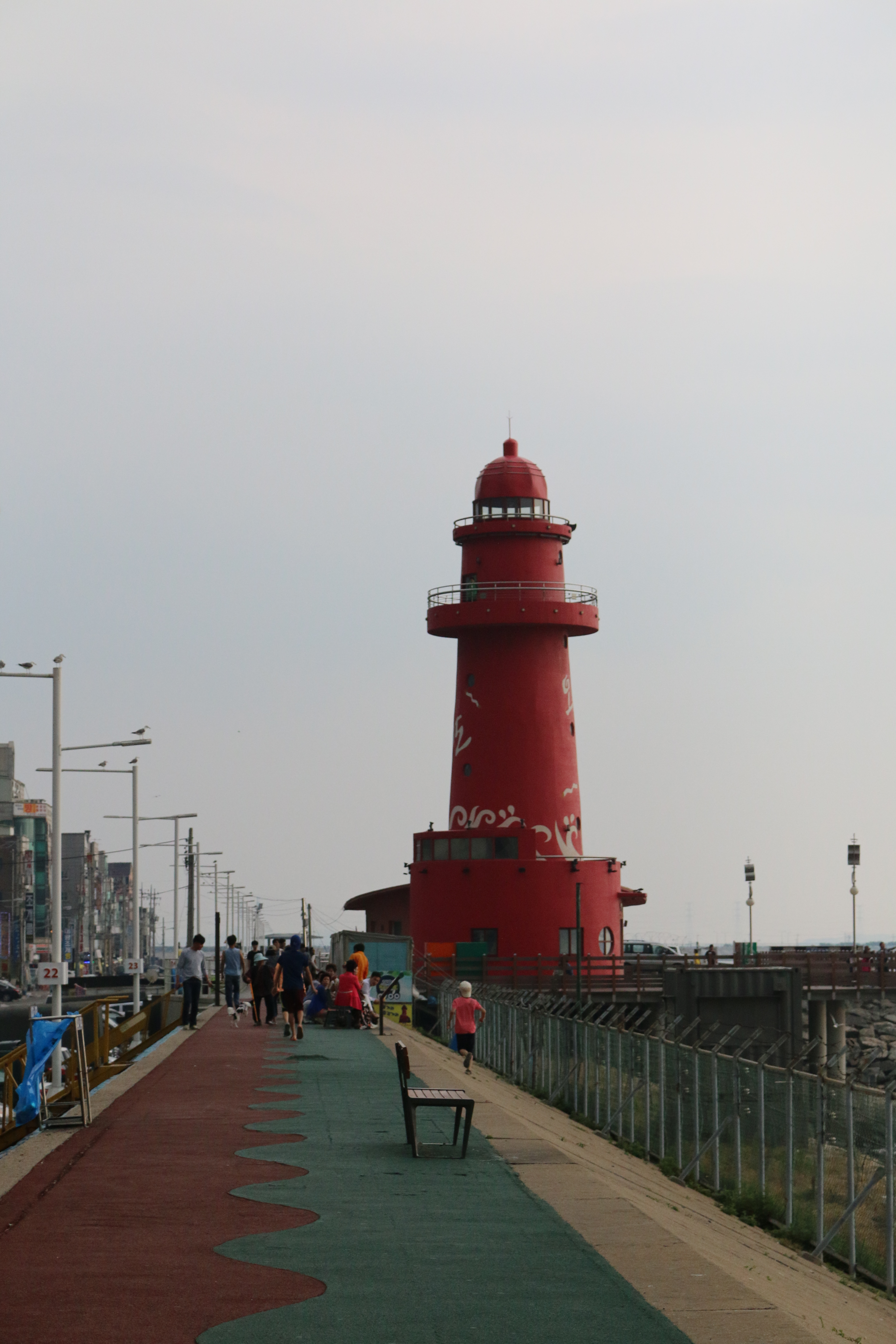
오이도의 명물인 붉은 등대 전경
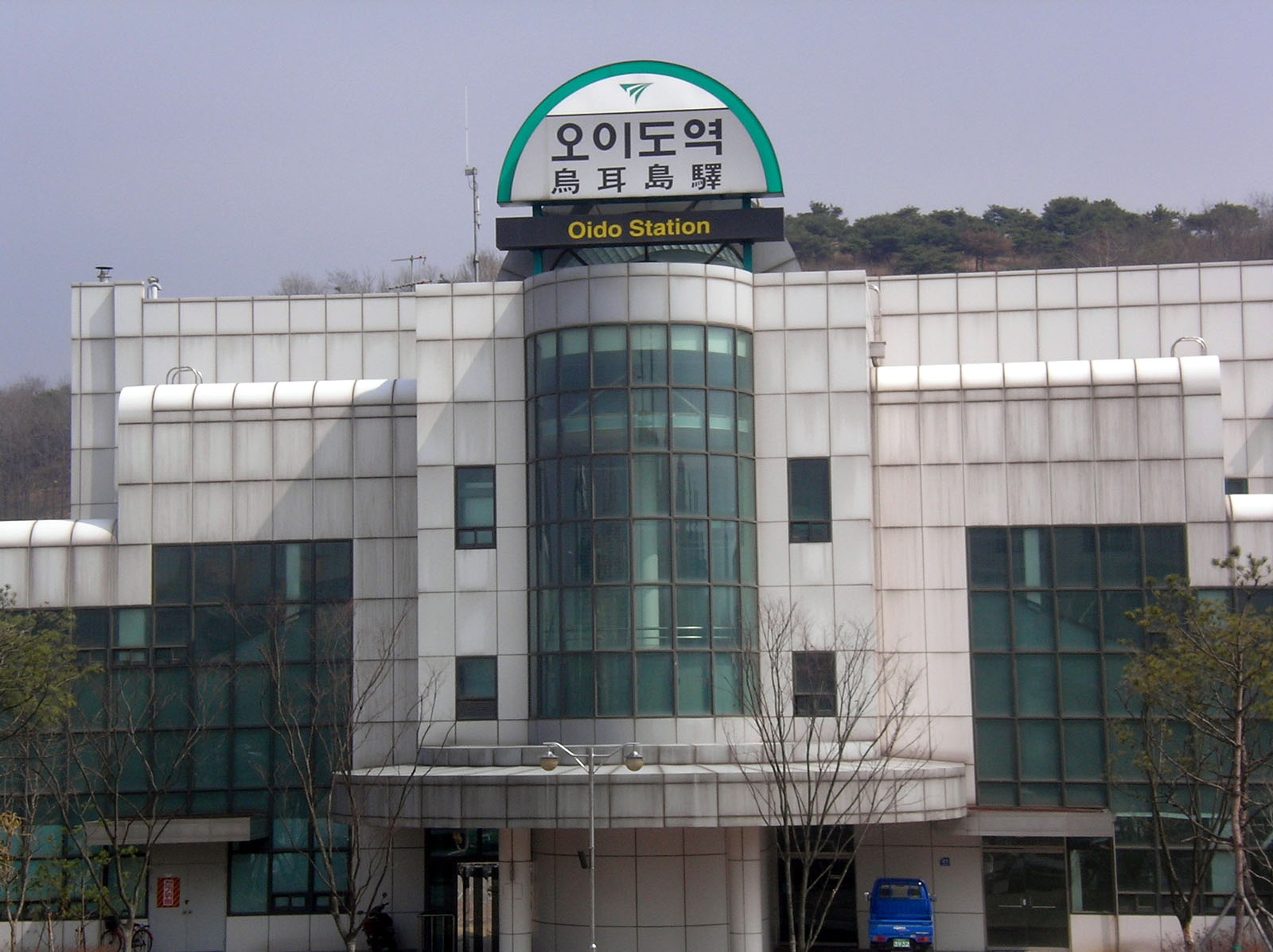
코레일 CI가 개정되기 직전 오이도역 전경
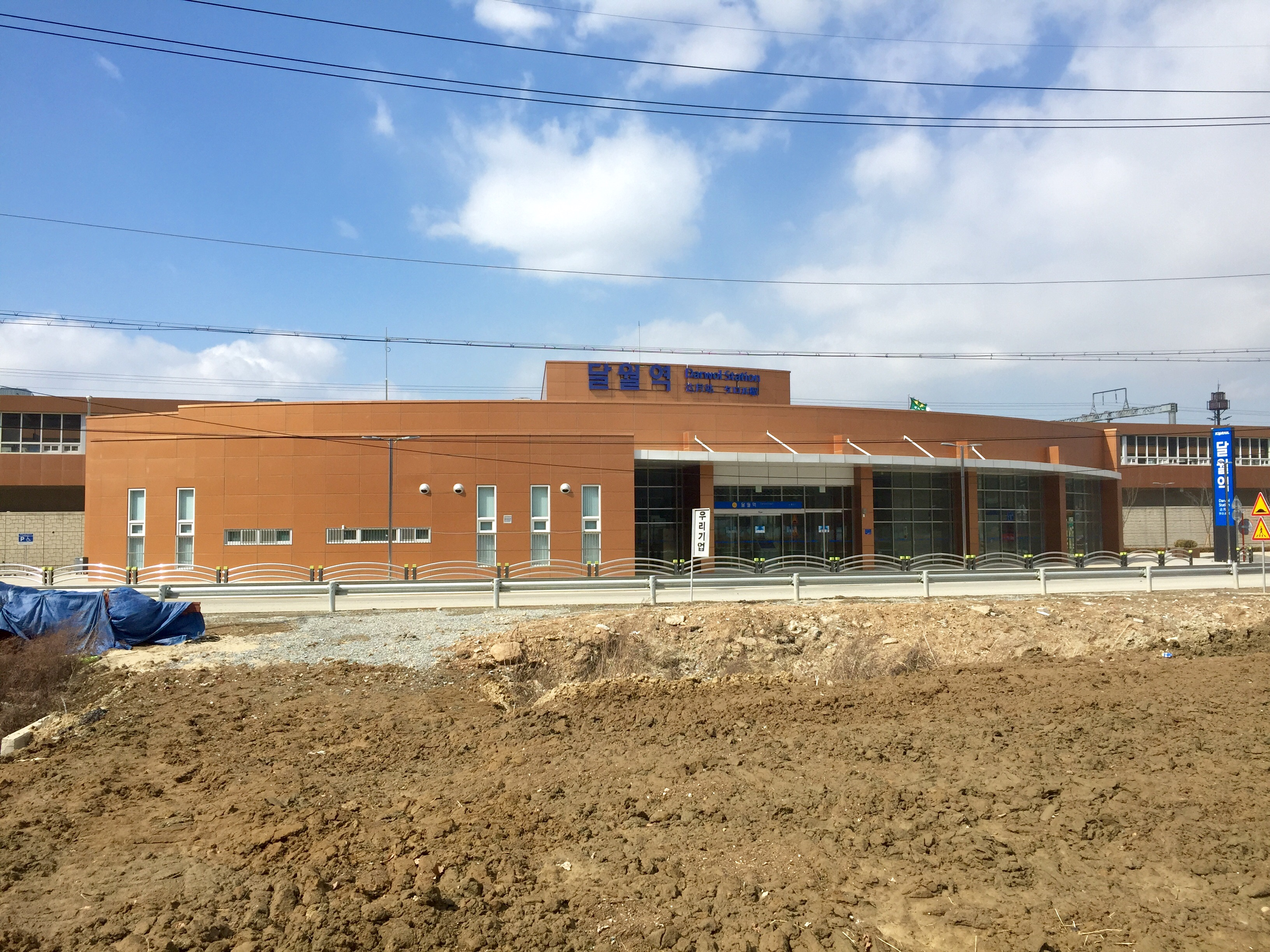
방치되고 있는 달월역 전경
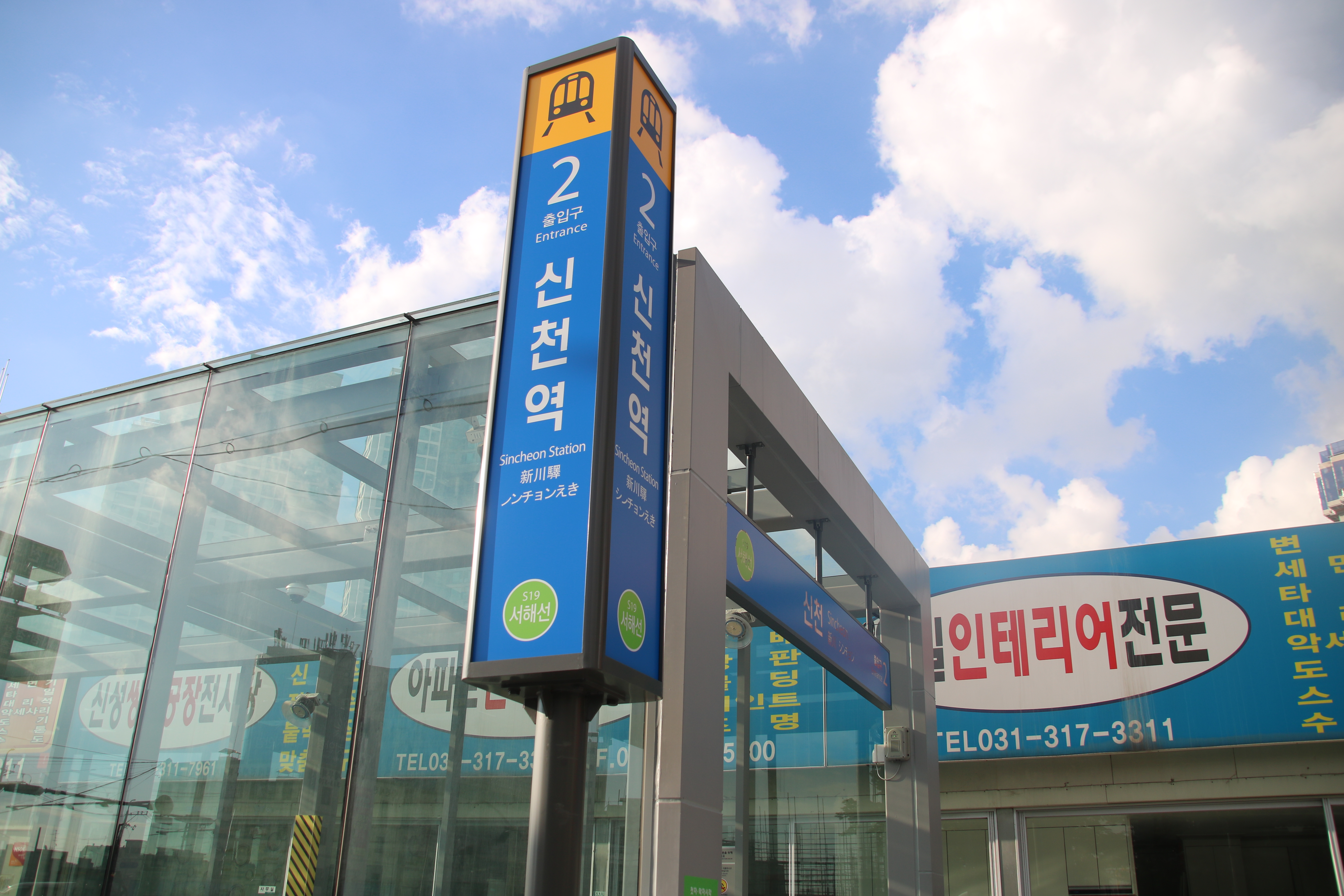
서해선 신천역 2호 출구
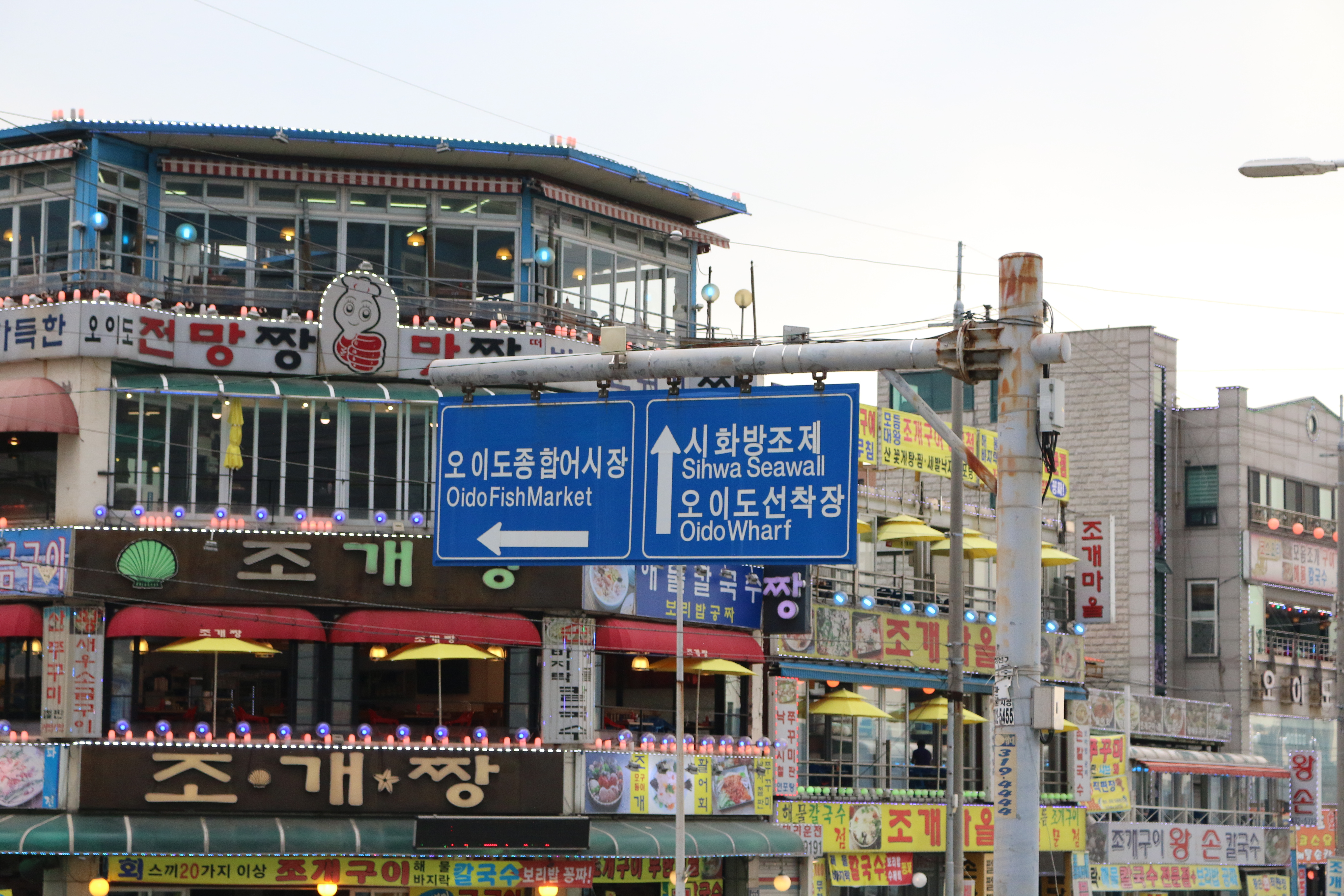
오이도의 식당가 주변 전경이며, 해산물만 다루고 있는 횟집이 주류를 이룬다.

## 자매 도시
- 미국 미네소타주 로체스터 시티
- 중국 산둥성 더저우 시
- 미국 캘리포니아주 샌프란시스코

### 우호 도시
- 일본 도쿄도 하치오지시
- 대한민국 경기도 부천시

### 교류 도시
- 말레이시아 믈라카

## 같이 보기
- 시화국가산업단지
- 반월국가산업단지